# Anastasios Donis
Anastasios Donis (gr. Αναστάσιος Δώνης; ur. 29 sierpnia 1996 w Blackburn, Anglia) – grecki piłkarz grający na pozycji napastnika. Od 2025 est zawodnikiem  w greckim klubie Aris FC.

## Życiorys
W czasach juniorskich trenował w AEK Ateny, Panathinaikosie AO i Juventusie F.C. 1 stycznia 2015 został włączony do kadry pierwszego zespołu Juventusu. 2 lutego 2015 został wypożyczony do końca sezonu do US Sassuolo Calcio. W późniejszym czasie był jeszcze wypożyczany do szwajcarskiego FC Lugano i francuskiego OGC Nice. 1 lipca 2017 został piłkarzem niemieckiego VfB Stuttgart, podpisując z nim czteroletnią umowę. W Bundeslidze zadebiutował 19 sierpnia 2017 w przegranym 0:2 spotkaniu z Herthą BSC. Do gry wszedł w 76. minucie, zmieniając Chadraka Akolo. 3 września 2019 został wypożyczony do francuskiego Stade de Reims, a w 2020 przeszedł na stałe do tego klubu. W 2021 był wypożyczony do VVV Venlo.
W reprezentacji Grecji zadebiutował 9 czerwca 2017 w zremisowanym 0:0 meczu z Bośnią i Hercegowiną. Na boisku pojawił się w 50. minucie, zastępując Anastasiosa Bakasetasa.

## Życie prywatne
Jest synem Jorgosa Donisa i bratem Christosa Donisa, również piłkarzy.